# Volare
Volare é uma unidade de negócios voltada a micro-ônibus pertencente à Marcopolo S/A. Tem sede em Caxias do Sul, no estado do Rio Grande do Sul.

## Origem
A linha de produtos Volare nasceu em 1998, tendo como embrião o Marcopolo Volare, que era então um simples modelo de micro-ônibus da Marcopolo. Visando a expansão desse tipo de produto, a Marcopolo então transforma o projeto em uma linha de produtos especialmente feita para micro e mini-ônibus.

## Trajetória
A Volare, desde seu lançamento, fez diversos lançamentos utilizando variações de configurações para micro-ônibus, como veículos preparados para ambulâncias, bombeiros, entre outros.
A empresa vende veículos com chassi acoplado a carroceria, sendo esses chassis sendo fabricados especialmente para a mesma pela Agrale. Além da Agrale, a Volare conta também com os chassis dos modelos W9, DW9 e DW9 Fly, sendo esses fabricados pela Mercedes-Benz. Além desses, a Volare também contou com chassi fabricado pela Iveco, nos modelos A6.

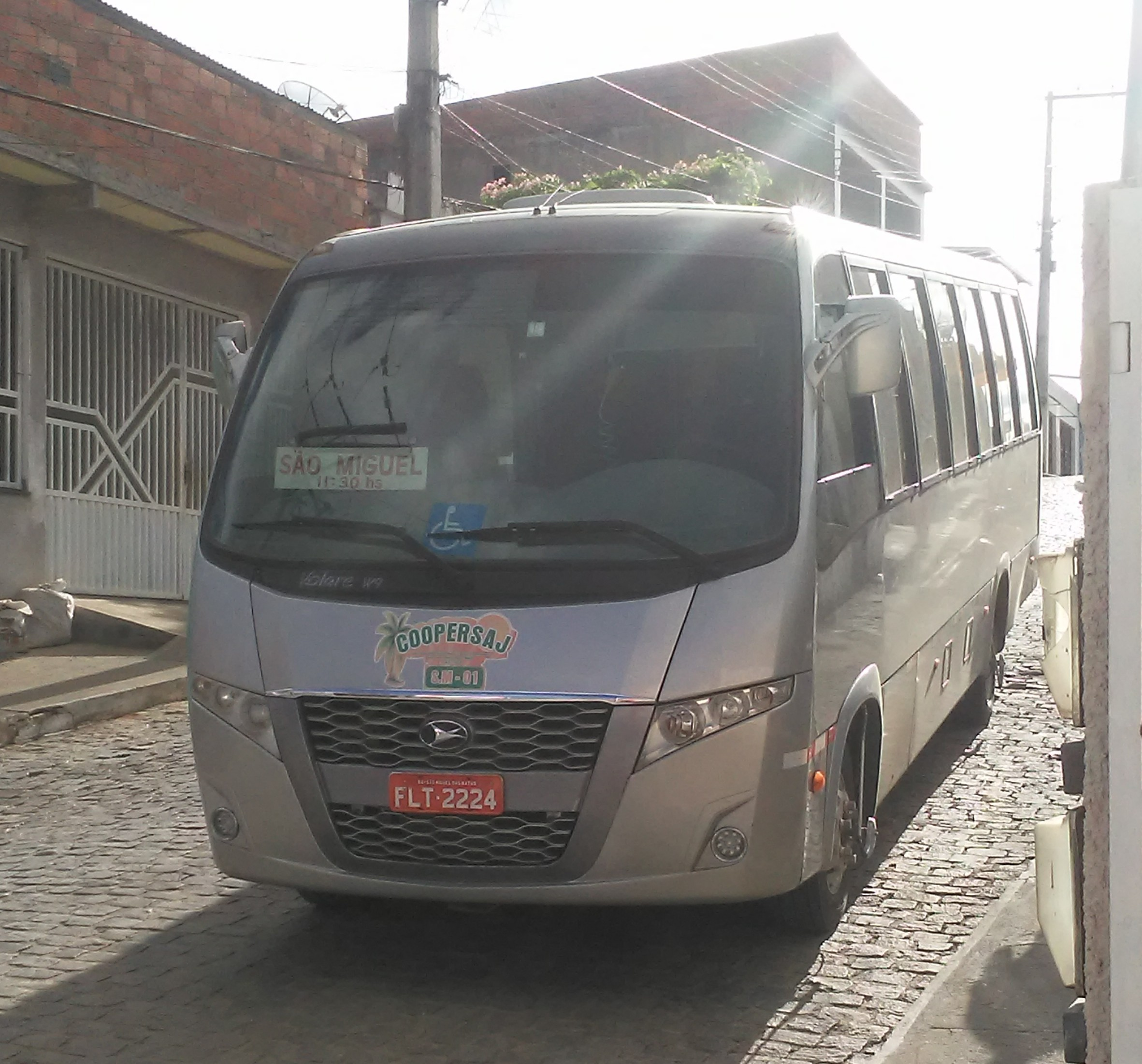
Volare W9 da empresa Coopersaj de prefixo SM-01 em São Miguel das Matas, Bahia.

Em 2016, a empresa lançou o primeiro veículo com configuração de van, o Volare Cinco. 

## Linha de produtos[5]

### Modelos atuais
Urbano e escolar
- 4x4 (2008 - presente)
- Attack 8 (2018 - presente)
- Attack 9 (2018 - presente)
- Attack 10 (2018 - presente)
- Fly 9 (2018 - presente)
- Fly 10 (2018 - presente)
- Fly 12 (2024 - presente)
- Attack Híbrida (2025 - presente)
- Access (2015 - presente)
- Elétrico (2017 - presente)
- Modelos descontinuados

Série DW
- DW9 (2010 - 2021)
- DW9 Fly (2011 - 2021)

Série V
- V5 (2005 - 2014)
- V6 (2005 -  2014)
- V6L (2005 -  2014)
- V8 (2005 - 2014)
- V8L (2008 - 2014)
- V9L (2015 -  2018)

Série W
- W6 (2013 - 2018)
- W7 (2013 - 2018)
- W8 (2003 - 2018)
- W8 Fly (2011 - 2018)
- W8C (2015 - 2019)
- W9 (2005 - 2018)
- W9C (2016 - 2019)
- W9 Fly (2011 - 2016)
- W9 Fly Limousine (2011 - 2016)
- W9 Fly Visione (2012 - 2016)
- W12 (2009 - 2016)
- W-L (2012 - 2016)

### Van
- Cinco (2016 - 2022)

### Descontinuados
- A5 (1998 - 2002)
- A6 (1999 - 2005)
- A8 (2000 - 2010)